# パルタマスパテス

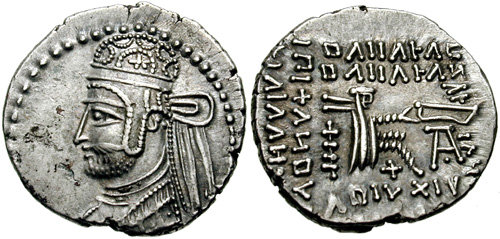
パルタマスパテス

パルタマスパテス（Parthamaspates、在位:116年）は、アルサケス朝パルティアの王。パルティア王位を失った後はオスロエネ王とされた。

## 来歴
パルティア西部を支配した王、オスロエス1世の息子として生まれた。ローマ皇帝トラヤヌスがパルティア軍を大いに破りその首都クテシフォンを占領、更に南進してバビロニア全域を占領すると、トラヤヌスの下に走り彼の手でパルティア王とされた。
だが間もなくトラヤヌスは死去し、跡を継いだローマ皇帝ハドリアヌスはバビロニア等を放棄した。パルタマスパテスは国内の支持を独力で得ることができず、王位を喪失してローマ領へと逃走した。
ローマ領へ逃れたパルタマスパテスはパルティアの国境地帯にあったローマの従属王国オスロエネの王位をローマによって保障され、そこで没した。